# Siegfried Tiedtke
Siegfried Tiedtke (* 26. Mai 1929) ist ein ehemaliger deutscher Fußballspieler. Der Torwart absolvierte in den Jahren 1953 bis 1961 150 Spiele für den VfL Bochum in der Oberliga West.

## Laufbahn
Das erste Oberliga-Spiel absolvierte Siegfried Tiedtke beim 5:4-Auswärtssieg am 14. März 1954 bei Alemannia Aachen. Bochum belegte am Ende der Saison 1953/54 den 8. Tabellenplatz. In der folgenden Saisonvorbereitung verlor der bisherige Stammtorwart Richard Duddek seinen Stammplatz an Tiedtke.
Nach der Saison 1954/55 musste der VfL nach nur sechs Heimsiegen zusammen mit dem Meidericher SV den Abstieg in die zweite Liga antreten. Die Saison 1955/56 beendete Bochum als Tabellenerster vor dem MSV. Im entscheidenden Spiel am 6. Mai 1956 im heimischen Stadion gegen den STV Horst-Emscher verletzte sich der gegnerische Torwart Helmut Traska bereits in der fünften Spielminute und Mittelfeldspieler Heinz Grzeszak musste ihn ersetzen. In der 75. Minute entschied das Bochumer Urgestein Erwin Schneider mit einem Schuss aus 40 Metern das Spiel vor 30.000 Zuschauern mit 1:0 für Bochum. Karl-Heinz Bunzendahl und Gerd Schirrmacher trugen den Siegtorschützen nach dem Spiel auf ihren Schultern vom Platz.
Siegfried Tiedtkes letztes Oberligaspiel war am 21. August 1960, dem 2. Spieltag der Runde 1960/61, ein 2:1-Heimsieg gegen den SV Sodingen. Für den Rest der Saison setzte Trainer Fritz Silken im Tor auf Heinz Streckbein. Nachdem die Bochumer am Ende der Saison als Tabellenletzter abstiegen, beendete Tiedtke seine Karriere.

## Statistik
- 2. Oberliga West

| Einsätze | Tore | Saison  | Verein     |
| -------- | ---- | ------- | ---------- |
| 22       | 0    | 1955/56 | VfL Bochum |
| 22       | 0    | gesamt  | gesamt     |

- Oberliga West

| Einsätze | Tore | Saison  | Verein     |
| -------- | ---- | ------- | ---------- |
| 3        | 0    | 1953/54 | VfL Bochum |
| 26       | 0    | 1954/55 | VfL Bochum |
| 30       | 0    | 1956/57 | VfL Bochum |
| 30       | 0    | 1957/58 | VfL Bochum |
| 30       | 0    | 1958/59 | VfL Bochum |
| 29       | 0    | 1959/60 | VfL Bochum |
| 2        | 0    | 1960/61 | VfL Bochum |
| 150      | 0    | gesamt  | gesamt     |